# 능동적 관념론
능동적 관념론(actual idealism)은 조반니 젠틸레(Giovanni Gentile)가 발전시킨 관념론의 한 형태로, 이마누엘 칸트(Immanuel Kant)의 초월적 관념론과 게오르크 빌헬름 프리드리히 헤겔(G. W. F. Hegel)의 절대 관념론을 대조하면서 "근거 있는" 관념론으로 성장했다. 자신을 "파시즘의 철학자"라고 생각하는 동시에 자신을 자유주의이자 사회주의자로 묘사한 이방인에게 관념주의는 생각하는 행위를 자기 창조적이고 따라서 우발성과 조건 없이 철학적으로 자유 의지를 보존하는 유일한 치료법으로 제시되었다.

## 같이 보기
- 절대 관념론
- 관념론
- 과정철학
- 초월적 관념론